# 페르미 황금률

양자역학에서 페르미 황금률(Fermi's golden rule)은 하나의 고유상태에서 여러 에너지 고유상태의 연속체로 전환되는 전이율(단위 시간당 전이 확률)을 계산하는 방법으로써, 건드림이론을 이용하여 유도된다.
건드림이 없는 해밀토니안 {\displaystyle \scriptstyle H_{0}}인 계의 초기상태 {\displaystyle \scriptstyle |i\rangle }에서, (시간 독립 혹은 의존하는) 건드림 {\displaystyle \scriptstyle H'}를 생각하자.
이 때, 초기 고유상태 {\displaystyle \scriptstyle |i\rangle }에서 여러 고유상태의 집합 {\displaystyle \scriptstyle |f\rangle }로 가는 전이율은 일차 건드림에 의해 다음
{\displaystyle T_{i\rightarrow f}={\frac {2\pi }{\hbar }}\left|\langle f|H'|i\rangle \right|^{2}\rho ,}
와 같이 주어진다. 여기서 {\displaystyle \scriptstyle \rho }는 최종 상태의 밀도(단위 에너지당 상태의 수)이며, {\displaystyle \scriptstyle \langle f|H'|i\rangle }는 건드림 {\displaystyle \scriptstyle H'}에 대한 초기상태와 최종상태 사이의 내적 성분(브라-켓 표기법)이다. 전이 확률은 붕괴 확률로도 불리며 평균 수명과 관계가 있다.
페르미 황금률은 계의 초기 상태가 최종 상태로 가는 산란 과정에서 완전히 소멸되지는 않는 경우에만 적용할 수 있다.

## 참고 문헌
- (영어) 시간 의존하지 않는 건드림이론에서의 유도 보관됨 2005-03-04 - 웨이백 머신